# Amador Obordo
Amador O. Obordo (... – Manila, febbraio 1945) è stato un cestista filippino.

## Carriera
Con le Filippine disputò le Olimpiadi del 1936.
Morì durante la Battaglia di Manila, a seguito di un bombardamento giapponese.